# Camp Cuddly Pines Powertool Massacre
Camp Cuddly Pines Powertool Massacre ist eine Horror-Porno-Komödie von Wicked Pictures, die diverse Hollywood-Produktionen parodiert.

## Inhalt
1994 wollen fünf High-School-Studenten ein Heavy-Metal-Konzert besuchen. Die Blondine Kirsten (Stormy Daniels) und Megan (Jessica Drake) haben sich der Gruppe um Rayford (Eric Masterson) angeschlossen. Aus Versehen überfahren sie in der Nähe von Camp Cuddly Pines einen Landstreicher, dessen Leiche aber verschwindet. Die Studenten teilen sich in Teams für die Suche und die Mädchen begegnen einem alten Mann (Mike Horner), dem Aufseher von Camp Cuddly Pines. Der Mann erzählt den Mädchen Geschichten über Mordfälle im Camp, die bis zu Ereignissen in Illinois im Jahr 1958 zurückreichen.

## Auszeichnungen
- 2005: XRCO Award: Best Comedy or Parody
- 2005: XRCO Award: Best DVD Extras
- 2006: AVN Award: Best Supporting Actress – Video (Stormy Daniels)[1]
- 2006: AVN Award: Best DVD Extras[1]
- 2006: AVN Award: Best DVD Menus[1]
- 2006: AVN Award: Best Screenplay – Video[1]
- 2006: AVN Award: Best Sex Comedy[1]

## Wissenswertes
- Der Film ist eine Mischung aus Horrorfilm-Satire und Persiflage auf bekannte Splatter-Filme.
- Anspielungen auf andere Filme: Texas Chain Saw Massacre, Friday The 13th, Ring, Blair Witch Project, Scary Movie, Ich weiß, was du letzten Sommer getan hast[2]